# Trio pour piano no 2 de Farrenc
Pour les articles homonymes, voir Trio pour piano.
Le Trio pour piano no 2, op. 34 en ré mineur, est une œuvre de musique de chambre de Louise Farrenc pour violon, violoncelle et piano composée en 1844.

## Historique
Louise Farrenc compose son deuxième Trio pour piano en 1844. 

## Structure
L'œuvre se structure en trois mouvements :
1. Andante – Allegro
2. Tema con variazioni – Andante semplice
3. Finale Allegro

## Discographie
- Romantische Klavier Trios, Louise Farrenc et Franz Berwald, avec le Trio Abegg, TACET Musikproduktion, 2000
- Farrenc : Farrenc: Piano Trios, Opp. 33 & 34, avec Nancy Oliveros (violon), Laura Sewell (violoncelle) et Mary Ellen Haupert (piano), Centaur Records, Inc., 2016